# Pfastatt
Pfastatt je občina v departmaju Haut-Rhin francoske regije Alzacija.
Leta 2010 je v občini živelo 8.957 oseb oz. 1.709 oseb/km².